# Sármellék
Sármellék község Zala vármegyében, a Keszthelyi járásban. Területén található a Hévíz-Balaton nemzetközi repülőtér.

## Fekvése
A Balatontól nyugatra, a Kis-Balaton melletti síkságon terül el, de északi részét már érintik a Zalai-dombság keleti nyúlványai is.
A közvetlenül határos települések: észak felől Alsópáhok, északkelet felől Keszthely, kelet felől Fenékpuszta (Keszthely része), dél felől Zalavár, délnyugat felől Esztergályhorváti, nyugat felől Zalaapáti, északnyugat felől pedig Szentgyörgyvár. Csak kevés híja van annak, hogy nem határos délkelet felől még Vörssel is.

### Megközelítése, közlekedése
A település déli részén áthalad a 76-os főút, melyen intenzív forgalom bonyolódik Zalaegerszeg és a Balaton déli partja, valamint Budapest között. Külterületeit északnyugaton érinti a 75-ös főút is, amely Keszthelytől a szlovén határ térségéig vezet.
Észak–déli irányban a Hévíz térsége és Zalakomár között futó, forgalmas mellékút keresztezi a községet, ez utóbbi Alsópáhoktól idáig a 7509-es, innen tovább dél felé a 6831-es útszámozást viseli. Országos közútnak számít még a területén a 75-öst a 7509-essel összekötő 75 111-es számú mellékút is.
Sármellék autóbuszon elsősorban Keszthely felől érhető el, de Nagykanizsa–Zalakaros felől is rendszeresen járnak buszok. Napi háromszor Budapest és Zalaegerszeg is közvetlenül elérhető a községből. A település vasúállomását teherszállításra alkalmas vasútvonal köti össze a Balatonszentgyörgy–Tapolca–Ukk-vasútvonalal. Közlekedési kapcsolata az északi parttal nem megoldott.
A község déli részén (nagyobbrészt zalavári területen) üzemel a Nyugat-Dunántúl legforgalmasabb repülőtere, ahova teherszállító gépek, illetve menetrendszerű és charterjáratok is érkeznek. A legfontosabb desztinációk: London, Zürich, Stuttgart, Koppenhága, Berlin, Frankfurt am Main, Hamburg, Düsseldorf és Moszkva.

## Története
Sármellék Zalavár szomszédságában, viszonylag későn tűnt fel. Bár feltehető, hogy a zalavári alapítólevélben szereplő Kis-Devecser és Hugenfelde (Égenföld) a mai település helyén feküdt, az első írásos emlék Sármellékről csak 1356-ból maradt ránk. A nemesi települést ekkor nagyrészt a Kustyán család lakta, ám később újabb nemesi famíliák költöztek Sármellékre.
Mivel a település a vázsony–zágrábi főhadiút mentére esett, sűrűn érték támadások 1531-től folyamatosan. Sármellék lakosságszáma folyamatosan csökkent, 1618-ra teljesen elnéptelenedett.
Sármellék újjáéledése 1731-ben kezdődött meg, amikor Simoncsics János jobbágy szerződést kötött a közbirtokosokkal, mely értelmében Sármelléken földet művelhetett és a Zala folyóban halászhatott, teherként pedig a tized megfizetésével tartozott. Példáját többen is követték, így a település hamar jelentős lakosságra tett szert. Ám mivel a földbirtokosok nem tartották be a szerződést, és robotra kényszerítették a jobbágyokat, a parasztok 1754-ben Mária Terézia császárnőhöz fordultak, akinek a hatására 1762-ben új szerződés kelt, amelyben a robotot felszámolták. A lakosság azonban ezzel nem elégedett meg, és mivel azt a híresztelést kapták, hogy a királynő szabadságjogot osztott a parasztoknak, megtagadták a szolgálatot. Végül a szentgyörgyvári katonák hatására a lázadás lecsillapodott, és a földesúri szolgáltatások az új szerződés alapján történtek.
1786-ban Sármellék is a kiterjedt keszthelyi Festetics-birtok része lett. Mint a környező településeknél, a mezőgazdaság itt is nagyban fejlődött, a népességszám tovább nőtt. 1839-ben a lakosság önerőből építtetett magának templomot. 1894-ben kapcsolódott a település a vasúthálózatba a Zalaszentgrót–Balatonszentgyörgy-vasútvonallal, melyet 1909-ben meg akartak hosszabbítani Szombathelyig, Türje, Bérbaltavár, Rum irányába, azonban a terv meghiúsult.
A vasút közelsége ellenére a település komolyabb fejlődést nem mutatott, így a 20. század elejére egy szegényes külsejű falu vált belőle, ahol nagy számban éltek nincstelenek. 1940-ben a szomszédos, még szegényebb Égenföldét is a településhez csatolták. Az 1945-ös földosztás keretében bőven jutott föld a falu lakosainak, és a Kis-Balaton kiszáradásával párhuzamosan a megművelhető területek nagysága is nőtt. 1952-re épült ki Zalavár és Sármellék között egy szovjet katonai repülőtér, a mai kereskedelmi reptér elődje. 1959-ben megalakult a falu nagy részét tömörítő Biztos Jövő Termelő Szövetkezet, amely jelentősen hozzájárult a község gyarapodásához. Mindazonáltal a lakosság egyre nagyobb számban Keszthelyen és Hévízen keresett munkát, a település elnéptelenedése megindult.
Az 1990-es években, miután a község repülőtere közforgalmúvá vált, illetve a Kis-Balaton iránt is megnőtt az érdeklődés, a lakosságszám csökkenése is megszűnt.
A településen polgárőrség működik.

## Közélete

### Polgármesterei
- 1990–1994: Szabó Vendel (független)[4]
- 1994–1998: Szabó Vendel (független)[5]
- 1998–2002: Szabó Vendel (független)[6]
- 2002–2006: Szabó Vendel (független)[7]
- 2006–2010: Szabó Vendel (független)[8]
- 2010–2014: Horváth Tibor (független)[9]
- 2014–2019: Horváth Tibor (független)[10]
- 2019–2024: Horváth Tibor (független)[11]
- 2024– : Dr. Mismás Biri (független)[1]

### Kulturális élete
A település kulturális, szabadidős és sportprogramjainak szervezésében nagy szereppel bír a Sármellék Művelődéséért Alapítvány és a Sármelléki Ifjúsági Kulturális Kör. A község saját televízióadással is rendelkezik a Sármellék Kábel Televízió (SKTV) keretében.
A község egy óvodával és egy általános iskolával rendelkezik. Az utóbbi épülete ad otthont az Általános Művelődési Központnak, amely keretében művelődési ház és könyvtár működik.

## Népesség
A település népességének változása:
| Lakosok száma | 1829 | 1822 | 1828 | 1906 | 1805 | 1762 | 1749 |
|               | 2013 | 2014 | 2015 | 2021 | 2022 | 2023 | 2024 |

A 2011-es népszámlálás idején a nemzetiségi megoszlás a következő volt: magyar 93,3%, cigány 3,55%, német 1,98%, román 0,3%, arab 0,23%, orosz 0,23%. A lakosok 70,8%-a római katolikusnak, 1,68% reformátusnak, 1,14% evangélikusnak, 7% felekezeten kívülinek vallotta magát (18,3% nem nyilatkozott).
2022-ben a lakosság 90,1%-a vallotta magát magyarnak, 3% cigánynak, 2,7% bolgárnak, 2,2% németnek, 0,3% románnak, 0,1-0,1% örménynek, ruszinnak és horvátnak, 2,6% egyéb, nem hazai nemzetiségűnek (8,8% nem nyilatkozott; a kettős identitások miatt a végösszeg nagyobb lehet 100%-nál). Vallásuk szerint 48,1% volt római katolikus, 1,8% református, 0,7% evangélikus, 0,4% ortodox, 0,2% görög katolikus, 1,5% egyéb keresztény, 1,1% egyéb katolikus, 7,5% felekezeten kívüli (38,4% nem válaszolt).

## Nevezetességei
- Kis-Balaton
- FlyBalaton repülőtér ()

## Galéria

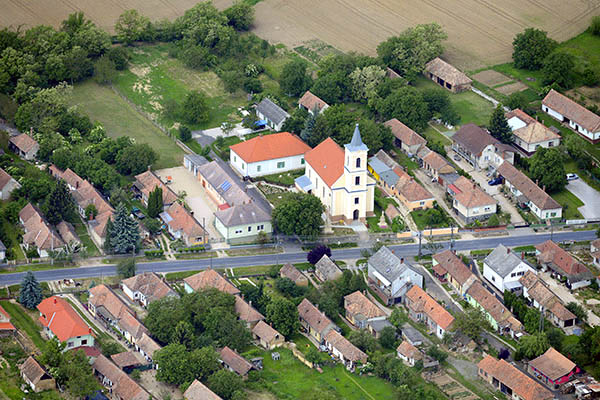
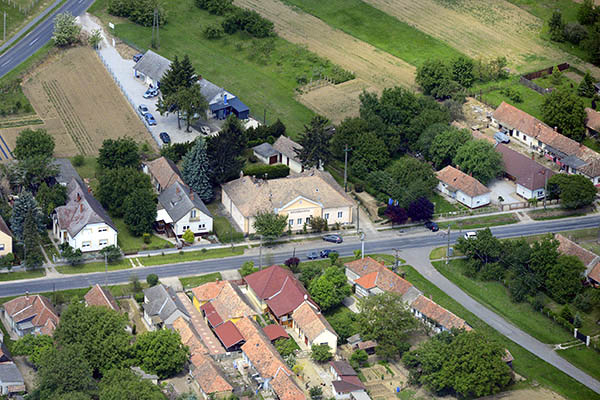
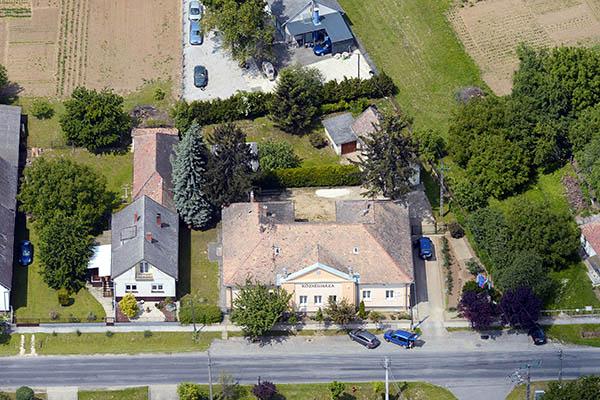
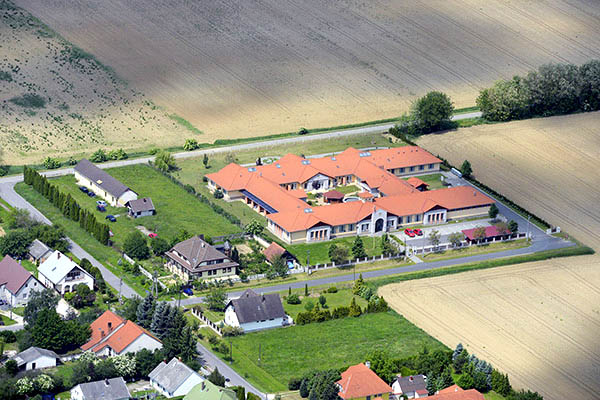
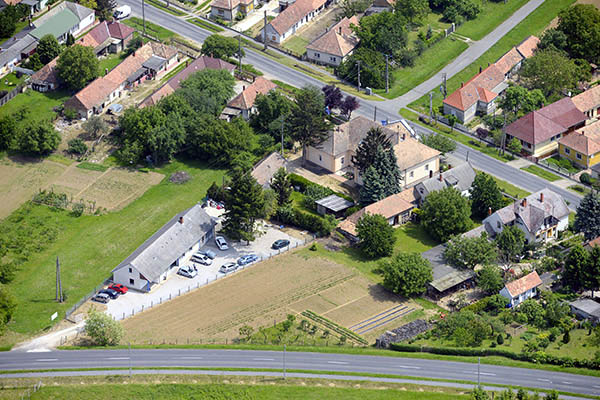
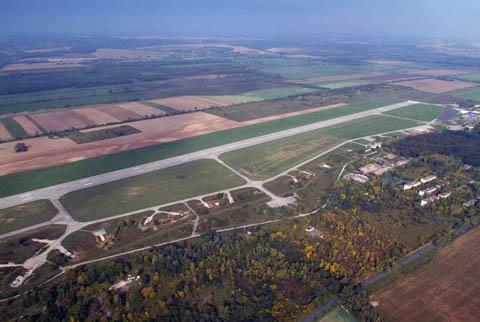
Sármellék nemzetközi repülőtér

## Hírneves sármellékiek

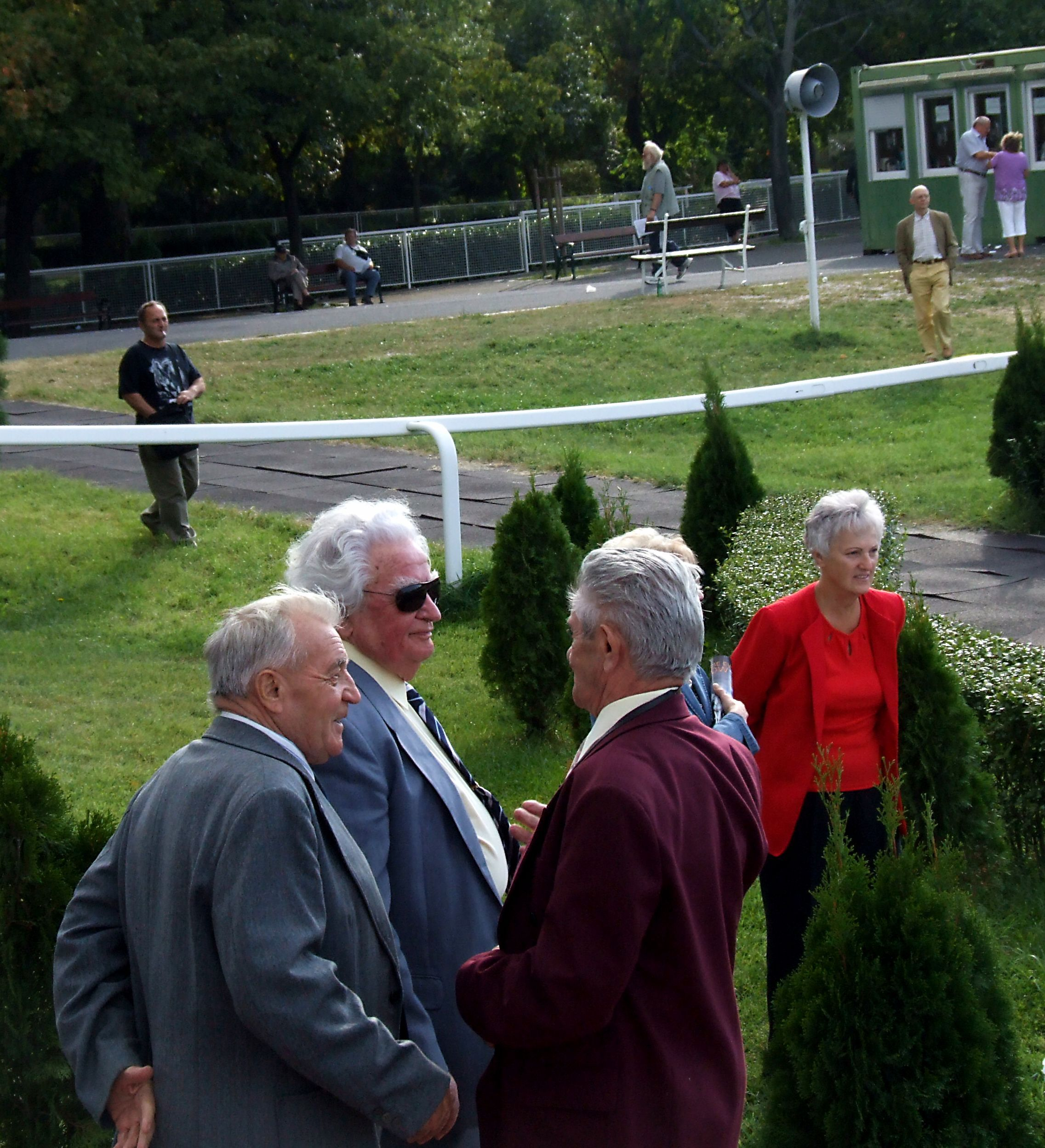
Balról jobbra: Németh Ferenc és Aperianov Zakariás

- Németh Ferenc versenylovas, idomár. Többek között a legendás Imperiál lovasa volt.
- Wimberger Anna (1901-1992) csehszlovákiai magyar költő, író, kritikus.

## Testvérvárosok
- Csernáton, (Románia)
- Nußdorf ob der Traisen, (Ausztria)
- Törökfalu, (Szerbia)[14]